# غراهام كانتويل
غراهام كانتويل (بالإنجليزية: Graham Cantwell)‏ هو مخرج أيرلندي، ولد في 25 مارس 1974 في دبلن في جمهورية أيرلندا.

## وصلات خارجية
- غراهام كانتويل على موقع IMDb (الإنجليزية)
- غراهام كانتويل على موقع أول موفي (الإنجليزية)
- غراهام كانتويل على موقع قاعدة بيانات الأفلام السويدية (السويدية)
- غراهام كانتويل على موقع قاعدة بيانات الفيلم (الإنجليزية)
- غراهام كانتويل على موقع كينوبويسك (الروسية)